# Actinodoria argentata
Actinodoria argentata är en tvåvingeart som beskrevs av Henry J. Reinhard 1975. Actinodoria argentata ingår i släktet Actinodoria och familjen parasitflugor. Inga underarter finns listade i Catalogue of Life.